# 김지애 (사회기간 단체인)
김지애(1983년 ~)은 대한민국의 사회기관 단체인이자 뇌병변 장애이다.

## 학력
- 나사렛대학교 사회복지대학원 사회복지학과 (졸업)

## 수상
- 2021 한국장애인식개선교육센터 사회적협동조합 우수강사상
- 2020 나사렛대학교 사회복지대학원 대학원장상
- 2017 국회의원 표창

## 경력
- 한국장애인식개선교육센터 사회적협동조합 경북센터 센터장